# Баота
Баота́ (кит. упр. 宝塔, пиньинь Bǎotǎ, буквально: «Драгоценная пагода») — район городского подчинения городского округа Яньань провинции Шэньси (КНР).

## История
В эпоху Чжоу эти места были зоной миграции чжоусцев, а затем здесь поселились ди. В эпоху Вёсен и Осеней эти места вошли в состав царства Цзинь, а после того, как три семьи разделили Цзинь — оказались в составе царства Вэй. Впоследствии царство Вэй было завоёвано царством Цинь, создавшим в итоге первую в истории Китая централизованную империю. В империи Цинь эти места входили в состав уезда Гаону (高奴县), а их юго-восточная часть — в состав уезда Динъян (定阳县).
После того, как Сян Юй сверг империю Цинь, он разделил земли современной провинции Шэньси между тремя своими соратниками, которых сделал князьями. Дун И стал Ди-ваном (翟王) и получил северные земли со столицей как раз в этих местах. Лю Бан, создав империю Хань, ликвидировал созданные Сян Юем княжества, и в этих местах вновь появился уезд Гаону. Во времена диктатуры Ван Мана он был переименован в Пинли, но при империи Восточная Хань уезду было возвращено прежнее название. В 189 году эти места были захвачены гуннами, и надолго перешли под власть кочевников.
Во второй половине IV века эти места вошли в состав государства Ранняя Цинь, объединившего почти весь северный Китай, а затем — в состав государства Поздняя Цинь. В 407 году гунны создали здесь государство Великое Ся. В 427 году эту территорию захватили войска Северной Вэй, и эта территория получила название «Трёхградье», так как здесь были размещены три пограничные заставы, могущие оказывать друг другу помощь. В 456 году в южной части современного района возле реки Чжэньчуань был создан уезд Линьчжэнь (临真县), а в западной — уезд Вое (沃野县). В 477 году в восточной части современного района был образован уезд Гуанъу (广武县), в котором с 513 года разместились власти области Дунся (东夏州). При империи Западная Вэй в 537 году западная часть уезда Линьчжэнь была выделена в уезд Чжэньчуань (真川县), а из уезда Гуанъу был выделен уезд Вэньань (文安县). В 554 году область Дунся была переименована в Яньчжоу (延州). При империи Северная Чжоу в 577 году уезд Гуанъу был переименован в Фэнлинь (丰林县).
При империи Суй в 598 году уезд Вое был присоединён к уезду Фэнлинь, а в 605 году уезд Чжэньчуань был присоединён к уезду Линьчжэнь. В 607 году на стыке уездов Фэнлинь и Цзиньмин (金明二县) был создан уезд Фуши (肤施县, впоследствии уезд Цзиньмин был присоединён к уезду Фуши); одновременно в стране были ликвидированы области-чжоу и вновь были введены округа-цзюнь, поэтому область Яньчжоу была преобразована в округ Яньань (延安郡), власти которого разместились в уезде Фуши.
После образования империи Тан округ Яньань был в 618 году вновь преобразован в область Яньчжоу, а в 619 году из уезда Фуши был опять выделен уезд Цзиньмин. В 742 году область Яньчжоу вновь стала округом Яньань, но в 758 году округ Яньань был снова переименован в область Яньчжоу.
При империи Сун в 1072 году уезды Фэнлинь и Цзиньмин были присоединены к уезду Фуши. В 1089 году область Яньчжоу была поднята в статусе, и стала Яньаньской управой (延安府); власти управы по-прежнему размещались в уезде Фуши, а всего им подчинялось 7 уездов.
После монгольского завоевания уезд Линьчжэнь был в 1264 году присоединён к уезду Ганьцюань (甘泉县).
После Синьхайской революции в Китае была проведена реформа административного деления, и в 1913 году управы были ликвидированы.
С 1935 года в этих местах появились войска коммунистов, которые начали создавать собственные органы управления. В мае 1935 года в северной части современного района был создан уезд Яньань (延安县). В июле в южной части современного района на границе с уездом Ганьцюань был создан уезд Фугань (肤甘县), а в юго-восточной части современного района часть уезда Ганьцюань была выделена в уезд Хунцюань (红泉县). В сентябре 1935 года уезд Ганьфу был разделён, и опять появился уезд Фуши.
После «Сианьского инцидента» под контроль коммунистов перешёл весь уезд Фуши. 13 января 1937 года в административный центр уезда Фуши перебрался ЦК КПК, и урбанизированная часть уезда была выделена в город Яньань. В феврале 1937 года уезд Фуши (бывший уезд Фугань) был присоединён к уезду Яньань. В марте 1937 году уезды Хунцюань и Ичуань были объединены в уезд Хунъи (红宜县). После начала войны с Японией уезд Хунъи был переименован в Гулинь (固临县). В августе 1948 года на стыке уездов Яньань и Гулинь был образован уезд Линьчжэнь (临镇县). В феврале 1949 года уезд Линчьжэнь был расформирован, а его территория — разделена между уездами Яньань и Яньчан. В марте 1949 года город Яньань был расформирован, а его территория — присоединена к уезду Яньань.
В мае 1950 года был создан Специальный район Яньань (延安专区), и уезд Яньань вошёл в его состав. В 1958 году уезды Ганьцюань и Аньсай были присоединены к уезду Яньань, но в 1961 году были воссозданы. В 1969 году Специальный район Яньань был переименован в округ Яньань (延安地区). В 1970 году урбанизированная зона уезда Яньань была административно выделена в отдельный район, подчинённый напрямую правительству округа, а в 1972 году этот район был преобразован в город Яньань. В 1975 году уезд Яньань был присоединён к городу Яньань.
В 1996 году постановлением Госсовета КНР были расформированы округ Яньань и город Яньань, и образован городской округ Яньань; территория бывшего города Яньань стала районом Баота в его составе.

## Административное деление
Район делится на 5 уличных комитета, 9 посёлков и 4 волости.